# Nick Kwiatkoski
Nick Kwiatkoski (* 26. Mai 1993 in Pittsburgh, Pennsylvania) ist ein ehemaliger US-amerikanischer American-Football-Spieler auf der Position des Linebackers. Er spielte für die Chicago Bears, Chicago Bears und Atlanta Falcons in der National Football League (NFL).

## Frühe Jahre
Kwiatkoski besuchte die Bethel Park High School in Bethel Park, Pennsylvania, einem Vorort von Pittsburgh. Dort spielte er hauptsächlich als Wide Receiver und Safety. Nach seinem Highschoolabschluss erhielt er ein Stipendium der West Virginia University. In seinem ersten Jahr wurde er allerdings geredshirtet und kam in keinem Spiel zum Einsatz, in seinem zweiten Jahr war er hauptsächlich Backup. Ab seinem dritten Jahr, der Saison 2013, wurde er Stammspieler für seine Universität. In den 5 Jahren kam er in insgesamt 48 Spielen zum Einsatz und verzeichnete 303 Tackles, 2 Sacks, 6 Interceptions und 3 erzwungene Fumbles. Des Weiteren half er seinem Team zu einem Sieg im Cactus Bowl 2015.

## NFL

### Chicago Bears
Im NFL Draft 2016 wurde Kwiatkoski in der 4. Runde an 113. Stelle von den Chicago Bears ausgewählt. Er unterschrieb einen Vertrag über vier Jahre bei den Bears. In seinem ersten Jahr wurde er anfangs zunächst als Backup eingesetzt. Sein NFL-Debüt hatte er am 3. Spieltag der Saison 2016 bei der 17:31-Niederlage der Bears gegen die Dallas Cowboys. Seinen ersten Sack konnte er am 14. Spieltag verzeichnen, als er Quarterback Matthew Stafford bei der 17:20-Niederlage gegen die Detroit Lions sackte. Er beendete seine Rookie-Saison mit 44 Tackles, einem Sack und einem erzwungenen Fumble. Auch in seinem zweiten Jahr kam er eher unregelmäßig zum Einsatz. Am 17. Spieltag der Saison 2017 konnte er bei der 10:23-Niederlage gegen die Minnesota Vikings insgesamt 10 Tackles verzeichnen, es war sein erstes Spiel mit 10 oder mehr Tackles.
Auch in der Saison 2018 blieb er nur Backup auf der Position des Linebackers. Am 17. Spieltag konnte er jedoch eine Two-Point Conversion von Quarterback Mitchell Trubisky fange, es war das erste Mal seit seiner Highschoolzeit, dass er einen Pass gefangen hat. Da Kwiatkoski mit den Bears 12 Spiele gewinnen konnte und nur 4 verlor, qualifizierten sie sich für die Playoffs. Dort gab er am 6. Januar 2016 in der 1. Runde sein Debüt, das Spiel wurde jedoch mit 15:16 gegen die Minnesota Vikings verloren. Am 10. Spieltag der Saison 2019 konnte er seine erste Interception in der NFL beim 20:13-Sieg gegen die Detroit Lions von Quarterback Jeff Driskel fangen. Dies war zugleich sein 50. Einsatz in der Liga. Am 17. Spieltag der Saison sorgte er zusätzlich für einen Safety, als er Mike Boone von Minnesota in seiner eigenen Endzone zu Fall brachte. Diese war Spielentscheidend, die Bears gewannen das Spiel mit 21:19.

### Las Vegas Raiders
Am 27. März 2020 unterschrieb Kwiatkoski einen Vertrag über 3 Jahre und 21 Millionen US-Dollar bei den Las Vegas Raiders. Dort wurde er direkt zum Stammspieler als Linebacker. Sein Debüt gab er beim 34:30-Sieg gegen die Carolina Panthers am 1. Spieltag der Saison 2020. Am 9. Spieltag konnte er beim 31:26-Sieg gegen die Los Angeles Chargers insgesamt 13 Tackles verzeichnen, bis dato sein Karrierehöchstwert. Am 10. Spieltag fing er eine Interception beim 37:12-Sieg gegen die Denver Broncos von Quarterback Drew Lock, seine erste für die Raiders und zweite seiner Karriere. Am 12. Spieltag erreichte er bei der 6:43-Niederlage gegen die Atlanta Falcons seinen ersten Sack für die Raiders, dieser war an Matt Ryan. Insgesamt war er in seiner ersten Saison in Las Vegas erstmals in seiner Karriere Stammspieler, kam jedoch nur in 12 Spielen zum Einsatz, da er unter anderem am Brustmuskel verletzt war. In der Saison 2021 war er jedoch nicht mehr Teil der Stammformation der Raiders und kam zumeist in den Special Teams zum Einsatz. Daneben hatte er mit mehreren Verletzungen zu kämpfen, unter anderem verpasste er aufgrund einer Knöchel- und Fußverletzung mehrere Spiele. Nach der Saison wurde er dann am 16. März 2022 von den Raiders entlassen.

### Atlanta Falcons
Im Mai 2022 nahmen die Atlanta Falcons Kwiatkoski für ein Jahr unter Vertrag. Die ersten fünf Spieltage verpasste er jedoch verletzungsbedingt, sodass er sein Debüt für die Falcons erst am 6. Spieltag beim 28:14-Sieg gegen die San Francisco 49ers gab, bei dem er auch einen Tackle verzeichnete. Am neunten Spieltag konnte er bei der 17:20-Niederlage gegen die Los Angeles Chargers insgesamt drei Tackles verzeichnen, sein Saisonbestwert. Insgesamt wurde Kwiatkoski in der Saison lediglich in den Special Teams der Falcons eingesetzt. Nach der Saison wurde er ein Free Agent.

### Pittsburgh Steelers
Am 20. Juni 2023 nahmen die Pittsburgh Steelers Kwiatkoski unter Vertrag. Er wurde im Rahmen der Kaderverkleinerung auf 53 Spieler vor Beginn der Regular Season am 29. August 2023 entlassen.

## Karrierestatistiken
| Legende | Legende            |
| ------- | ------------------ |
| Fett    | Karrierehöchstwert |

### Regular Season
| Saison                             | Team             | Spiele | Spiele  | Tackles | Tackles | Tackles | Tackles | Tackles | Interceptions | Interceptions | Interceptions | Interceptions | Interceptions | Interceptions | Fumbles | Fumbles | Fumbles |
| Saison                             | Team             | Gesamt | Starter | Gesamt  | Solo    | Assist  | Sack    | Safety  | PD            | Int           | Yards         | Avg           | Lang          | TD            | FF      | FR      | TD      |
| ---------------------------------- | ---------------- | ------ | ------- | ------- | ------- | ------- | ------- | ------- | ------------- | ------------- | ------------- | ------------- | ------------- | ------------- | ------- | ------- | ------- |
| 2016                               | Bears            | 14     | 7       | 44      | 34      | 10      | 1,0     | 0       | 2             | 0             | 0             | 0,0           | 0             | 0             | 1       | 0       | 0       |
| 2017                               | Bears            | 11     | 6       | 49      | 37      | 12      | 2,0     | 0       | 2             | 0             | 0             | 0,0           | 0             | 0             | 1       | 0       | 0       |
| 2018                               | Bears            | 16     | 1       | 15      | 12      | 3       | 0,0     | 0       | 0             | 0             | 0             | 0,0           | 0             | 0             | 1       | 0       | 0       |
| 2019                               | Bears            | 16     | 8       | 76      | 56      | 20      | 3,0     | 1       | 4             | 1             | 4             | 4,0           | 4             | 0             | 1       | 0       | 0       |
| 2020                               | Raiders          | 12     | 12      | 81      | 53      | 28      | 1,0     | 0       | 4             | 1             | 9             | 9,0           | 9             | 0             | 1       | 0       | 0       |
| 2021                               | Raiders          | 8      | 0       | 21      | 13      | 8       | 0,0     | 0       | 0             | 0             | 0             | 0,0           | 0             | 0             | 1       | 0       | 0       |
| 2022                               | Falcons          | 12     | 0       | 7       | 3       | 4       | 0,0     | 0       | 0             | 0             | 0             | 0,0           | 0             | 0             | 0       | 0       | 0       |
| Gesamte Karriere                   | Gesamte Karriere | 89     | 34      | 293     | 208     | 85      | 7,0     | 1       | 12            | 2             | 13            | 6,5           | 9             | 0             | 6       | 0       | 0       |
| Quelle: pro-football-reference.com |                  |        |         |         |         |         |         |         |               |               |               |               |               |               |         |         |         |

### Postseason
| Saison                             | Team             | Spiele | Spiele  | Tackles | Tackles | Tackles | Tackles | Tackles | Interceptions | Interceptions | Interceptions | Interceptions | Interceptions | Interceptions | Fumbles | Fumbles | Fumbles |
| Saison                             | Team             | Gesamt | Starter | Gesamt  | Solo    | Assist  | Sack    | Safety  | PD            | Int           | Yards         | Avg           | Lang          | TD            | FF      | FR      | TD      |
| ---------------------------------- | ---------------- | ------ | ------- | ------- | ------- | ------- | ------- | ------- | ------------- | ------------- | ------------- | ------------- | ------------- | ------------- | ------- | ------- | ------- |
| 2018                               | Bears            | 1      | 0       | 1       | 1       | 0       | 0,0     | 0       | 0             | 0             | 0             | 0,0           | 0             | 0             | 0       | 0       | 0       |
| Gesamte Karriere                   | Gesamte Karriere | 1      | 0       | 1       | 1       | 0       | 0,0     | 0       | 0             | 0             | 0             | 0,0           | 0             | 0             | 0       | 0       | 0       |
| Quelle: pro-football-reference.com |                  |        |         |         |         |         |         |         |               |               |               |               |               |               |         |         |         |